# لوینیپیا
لوینیپیا (به انگلیسی: Llwynypia) یک روستا در بریتانیا است که در روندا کنون تاو واقع شده‌است. لوینیپیا ۲٬۲۵۳ نفر جمعیت دارد.